# Laos nos Jogos Olímpicos de Verão de 2020
O Laos participa nos Jogos Olímpicos de Verão de 2020 em Tóquio. Originalmente programados para ocorrerem de 24 de julho a 9 de agosto de 2020, os Jogos foram adiados para 23 de julho a 8 de agosto de 2021, por causa da pandemia COVID-19. Será a 10ª participação da nação nas Olimpíadas de Verão.

## Competidores
Abaixo está a lista do número de competidores nos Jogos.
| Esporte   | Masculino | Feminino | Total |
| --------- | --------- | -------- | ----- |
| Atletismo | 0         | 1        | 1     |
| Judô      | 1         | 0        | 1     |
| Natação   | 1         | 1        | 2     |
| Total     | 2         | 2        | 4     |

## Atletismo
Laos recebeu uma vaga de Universalidade da IAAF para enviar uma atleta para as Olimpíadas.
- Nota– As posições para os eventos de pista são em relação à bateria do atleta
- Q = Qualificado para a próxima fase
- q = Qualificado para a próxima fase como o perdedor mais rápido ou, em eventos de campo, pela posição sem atingir o alvo para qualificação
- NR = Recorde nacional
- N/A = Fase não aplicável para o evento
- Bye = Atleta não precisou disputar aquela fase

Eventos de pista e estrada
| Atleta            | Evento         | Eliminatória | Eliminatória | Quartas-de-final | Quartas-de-final | Semifinal | Semifinal | Final     | Final   |
| Atleta            | Evento         | Resultado    | Posição      | Resultado        | Posição          | Resultado | Posição   | Resultado | Posição |
| ----------------- | -------------- | ------------ | ------------ | ---------------- | ---------------- | --------- | --------- | --------- | ------- |
| Silina Phay Aphay | 100 m feminino |              |              |                  |                  |           |           |           |         |

## Judô
Laos inscreveu um judoca para o torneio olímpico baseado no ranking olímpico individual da International Judo Federation.
| Atleta               | Evento           | Fase de 32           | Oitacas-de-final     | Quartas-de-final     | Semifinais           | Repescagem           | Final / BM           | Final / BM |
| Atleta               | Evento           | Adversário Resultado | Adversário Resultado | Adversário Resultado | Adversário Resultado | Adversário Resultado | Adversário Resultado | Posição    |
| -------------------- | ---------------- | -------------------- | -------------------- | -------------------- | -------------------- | -------------------- | -------------------- | ---------- |
| Soukphaxay Sithisane | −60 kg masculino |                      |                      |                      |                      |                      |                      |            |

## Natação
Laos recebeu um convite de Universalidade da FINA para enviar seus dois nadadores de melhor ranking (um por gênero) para o respectivo evento individual nas Olimpíadas, baseado no Sistema de Pontos da FINA de 28 de junho de 2021.
| Atleta                | Evento               | Eliminatória | Eliminatória | Semifinal | Semifinal | Final | Final   |
| Atleta                | Evento               | Tempo        | Posição      | Tempo     | Posição   | Tempo | Posição |
| --------------------- | -------------------- | ------------ | ------------ | --------- | --------- | ----- | ------- |
| Santisouk Inthavong   | 50 m livre masculino |              |              |           |           |       |         |
| Silialoun Boutchaleun | 50 m livre feminino  |              |              |           |           |       |         |